# Garcíaz
Garcíaz är en ort i Spanien.   Den ligger i provinsen Provincia de Cáceres och regionen Extremadura, i den centrala delen av landet, 200 km sydväst om huvudstaden Madrid. Garcíaz ligger 669 meter över havet och antalet invånare är 909.
Terrängen runt Garcíaz är lite kuperad. Runt Garcíaz är det mycket glesbefolkat, med 6 invånare per kvadratkilometer. Närmaste större samhälle är Madroñera, 11,0 km väster om Garcíaz. 